# Roystonea dunlapiana
Roystonea dunlapiana es una palma del género Roystonea, perteneciente a la familia de las arecáceas.

## Distribución y hábitat
Es originaria de las Costas del Mar Caribe de México, Nicaragua y Honduras. Crece en terrenos inundados, ha sido reportada incluso en manglares.

## Descripción
El tallo es blanco-grisáceo y columnar, de hasta 20 m de altura y de unos 4 dm de diámetro, y alrededor de 15 hojas.
La bráctea de la inflorescencia llega hasta 2 m de largo. Flores masculinas de color blanco. Fruto ovoideo de 13 mm de largo y 9 mm de diámetro, y de color púrpura oscuro.

## Taxonomía
Roystonea dunlapiana fue descrita por Paul Hamilton Allen y publicado en Ceiba 3(1): 15, f. 1–3. 1952.
Etimología
Ver: Roystonea